# Zamarada janata
Zamarada janata là một loài bướm đêm trong họ Geometridae.